# Elecciones a la Cámara de Representantes de Estados Unidos de 2022 en Wyoming
Las elecciones a la Cámara de Representantes de los Estados Unidos de 2022 en Wyoming se llevaron a cabo el 8 de noviembre de 2022 para elegir al representante del distrito congresional at-large de Wyoming. El representante distribuido según el censo de 2020, sirvió en el 118.º congreso. Las elecciones se celebraron en medio mandato, coincidiendo con las otras elecciones a la Cámara de Representantes y la elección en el estado a gobernador.
La actual representante republicana Liz Cheney fue reelegida con el 68,6% de los votos en 2020, pero enfrentó una reacción violenta de su partido por su oposición a Donald Trump, su apoyo vocal y voto a favor de su destitución en el segundo intento de destitució de Trump, al igual que su servicio en el Comité del 6 de enero. Fue derrotada por la candidata pro-Trump Harriet Hageman en las primarias republicanas el 16 de agosto de 2022, con una aplastante mayoría del 66,3% de los votos para Hageman. El margen de derrota de Cheney marcó el segundo peor para un titular de la Cámara en los últimos 60 años, detrás del republicano de Carolina del Sur Bob Inglis en la segunda vuelta de las primarias de 2010. Los demócratas nominaron a la fundadora de una organización sin fines de lucro, Lynette Gray Bull, quien también fue su nominada en 2020.
Como se esperaba en este estado sólidamente republicano, Hageman ganó de manera aplastante. Sin embargo, Gray Bull logró cambiar el condado de Albany, que había perdido en 2020.

## Primarias Republicanas

### Predecentes
La titular Liz Cheney fue criticada por partidarios del expresidente Donald Trump por su voto para destituirlo, además de negarse a oponerse a la certificación de los resultados del Colegio Electoral en las elecciones presidenciales de 2020. Tras su voto a favor de destituir a Trump, el congresista de Florida Matt Gaetz apareció en un mitin en el Capitolio del estado de Wyoming en apoyo de la destitución de Cheney, con Donald Trump Jr. también apoyándolo por teléfono en enero de 2021. Por la misma razón, el Partido Republicano de Wyoming votó posteriormente a favor de censurarla y le pidió que dimitiera o fuera a las primarias en las próximas elecciones. Más tarde ese año, también votó 31 a 29 para ya no reconocer a Cheney como miembro debido a sus acciones por participar en el Comité Selecto del 6 de enero poco después de ser destituida como presidenta de la conferencia.
En febrero de 2021, miembros del Freedom Caucus intentaron destituir a Cheney de su puesto como presidenta de la Conferencia Republicana de la Cámara de Representantes en respuesta a su voto a favor de destituir a Trump. En una votación secreta, 61 miembros de la conferencia votaron a favor de la destitución, mientras que 145 votaron en contra. Cheney mantuvo su puesto en gran parte gracias al apoyo de estos republicanos, incluido el líder de la minoría de la Cámara de Representantes, Kevin McCarthy, y el líder de la minoría de la Cámara de Representantes, Steve Scalise. Sin embargo, con el tiempo, las continuas críticas de Cheney a Trump perdieron el apoyo de más republicanos, incluidos McCarthy y Scalise, McCarthy fue atrapado por un micrófono caliente diciendo "Ya estoy harto de ella" en referencia a Cheney. El 12 de mayo de 2021, Cheney fue destituida de su puesto como presidenta de la conferencia mediante votación oral y reemplazada por Elise Stefanik.
El 21 de mayo de 2021, otro candidato en las primarias Anthony Bouchard admitió que cuando era adolescente se enamoró y comenzó a salir con una niña de 14 años a la que posteriormente dejó embarazada y luego se casó; Bouchard tenía 18 años en ese momento. Bouchard afirmó que hizo pública la historia porque se había enterado de que otros estaban investigando la historia, aunque la campaña de Cheney negó haberlo investigado. Comparó su relación con la chica anónima con "la historia de Romeo y Julieta". Los dos estaban casados, pero se divorciaron tres años después y ella se suicidó a los 20 años. Bouchard continuó criando a su hijo después de su muerte, aunque dice que ahora los dos están separados.
Cheney y Adam Kinzinger fueron censurados por el Comité Nacional Republicano en su reunión en Salt Lake City el 4 de febrero de 2022, debido a "acciones en sus posiciones como miembros del Comité Selecto del 6 de enero que no correspondían a los miembros republicanos del Congreso". La delegación de Wyoming al comité también presentó una carta de "Regla 11" formalizando el apoyo a la candidata Harriet Hageman y permitiendo al RNC gastar el dinero asignado a la rama del partido de Wyoming en su nombre. Al mismo tiempo, el apoyo a Hageman aumentó tras la censura de Cheney. Hageman se ha referido a Donald Trump como "racista y xenófobo" y también como "el candidato más débil" durante las elecciones presidenciales de 2016; al mismo tiempo, Hageman respaldó a Cheney y la llamó "valiente y una conservadora constitucional con experiencia".
Tras la derrota de Cheney, llamó a Hageman para conceder la elección. Sin embargo, Hageman alegó que Cheney sólo dejó dos palabras: "Hola Harriet". Esto llevó a Cheney a publicar la grabación de audio completa de la llamada que mostraba que, de hecho, concedió la elección. El bando de Hageman afirmó que la culpa fue de un fallo técnico.

### Candidatos

#### Nominado
- Harriet Hageman, abogada, exmiembro del Comité Nacional Republicano y candidata a gobernadora de Wyoming en 2018.[13]

#### Eliminado en primaria
- Liz Cheney, representante titular, vicepresidenta del Comité del 6 de enero de la Cámara de Representantes y expresidenta de la Conferencia Republicana de la Cámara de Representantes.[14]
- Anthony Bouchard, senador estatal del sexto distrito.[15]
- Denton Knapp, coronel retirado del ejército estadounidense.[16]
- Robyn Belinskey, mujer de negocios.[17]

#### Se retiró
- Chuck Gray, representante estatal del distrito 57[18][19] (también postulado para Secretario de Estado)[20]
- Bryan Miller, presidente del Partido Republicano del condado de Sheridan y candidato al Senado de los Estados Unidos en 2014 y 2020 (apoyo a Hageman)[21]
- Darin Smith, abogado, ejecutivo de Christian Broadcasting Network y candidato para este puesto en 2016 (apoyo por Hageman)[21]

#### Rechazo presentarse
- Bo Biteman, senador estatal del distrito 21 (apoyo a Hageman)[22]
- Edward Buchanan, Secretario de Estado de Wyoming.[23]
- William Perry Pendley, ex director interino de la Oficina de Gestión de Tierras.[24]

### Resultados

Los resultados fueron los siguientes:
|  | 66.26 % |

|  | 28.91 % |

|  | 2.64 % |

|  | 1.32 % |

|  | 0.77 % |

|  | 0.10 % |

|  | 100 % |

## Primarias Demócratas

### Candidatos

#### Nominado
- Lynnette Grey Bull, fundadora de una organización sin fines de lucro, miembro de la tribu Arapaho del Norte y nominado en 2020.[26]

#### Eliminado en primaria
- Steve Helling, abogado y activista pro Trump.[26]
- Meghan Jensen, presidenta del Partido Democrático del Condado de Sweetwater.[26]

### Resultados
Los resultados fueron los siguientes:
|  | 59.73 % |

|  | 24.29 % |

|  | 11.89 % |

|  | 4.10 % |

|  | 100 % |

## Independientes y otros partidos

### Partido Libertario

#### Nominado
- Richard Brubaker, candidato para este puesto en 2012, 2014, 2018 y 2020.[28]

### Partido de la Constitución

#### Nominado
- Marissa Selvig, exalcaldesa de Pavillion.[29][28]

#### Eliminado en la convención
- Joe Shogrin, contacto en el condado de Laramie para el Partido de la Constitución de Wyoming.[30]

### Independientes

#### No pudo calificar para la boleta
- Casey William Hardison, químico.[31][28]

## Elección general
En las elecciones generales, Hageman se enfrentó a la candidata demócrata y activista nativa americana Lynnette Gray Bull, quien fue la oponente de Cheney en 2020. Sin embargo, Hageman fue abrumadoramente favorecida en noviembre. Los republicanos tenían una ventaja de casi 7 a 1 en el registro sobre los demócratas, y Trump ganó el estado en 2020 con el 70 por ciento de los votos, su desempeño más sólido a nivel estatal en la nación.
Hageman ganó las elecciones de 2022.Es la cuarta mujer republicana consecutiva en representar a Wyoming en la Cámara. Barbara Cubin ganó el escaño en 1994, a conitnuación Cynthia Lummis en 2008, seguida de Cheney en 2016 y finalizando con Hageman.

### Resultados
Los resultados fueron los siguientes:
|  | 68.18 % |

|  | 24.37 % |

|  | 2.80 % |

|  | 2.33 % |

|  | 2.32 % |

|  | 100 % |